# 京王線中型車
京王線中型車（けいおうせんちゅうがたしゃ）とは、現在の京王電鉄京王線に相当する路線を運営していた京王電気軌道及び同社の関連会社で後に同社に併合された玉南電気鉄道が新造した14m長の電車の総称である。これらは東京急行電鉄を経て京王帝都電鉄（現、京王電鉄）に全車引き継がれ、1969年までに全廃された。

## 概要
いずれも前後に張り出したステップと折り畳み式踏み段、前面腰板に前照灯、折り畳み式救助網などを装備した、和製インターアーバンとも半路面電車ともいえるものであり、純粋な路面電車から高速電車への脱皮過程を如実に表してる形態が特徴といえるものであった。特に、昭和期に入ってからも、半鋼製車体であるにもかかわらず屋根がいわゆる二重屋根構造の車両が多数製造され、これらは1960年代後半にいたるまで使用されるなど、在京私鉄の中では旧態依然とした状況にあった。
一方機能・機構的には車体寸法がいずれもほぼ同サイズで、形式ごとの形態の差異とは無関係に、ウェスティングハウス式の間接非自動(HL)制御、東洋電機TDK31N主電動機、SME非常管付直通制動といった装備は共通しており、グループ内での相互連結は自由であった。大東急併合から京王帝都電鉄として独立した戦前・戦中を通じて2両編成で使用されたが、太平洋戦争中 - 戦後の買出しラッシュの時代には輸送力が絶対的に不足するようになり、加えて1945年の東京西部及び八王子への空襲で、あるいは戦後の車庫火災で焼失したものも少なくなかった。
戦後はこれら焼失車の復旧が当初は元車体流用の応急復旧で、後に台枠のみ利用の車体新製で対応され、戦前の車両数を確保した。応急復旧は複数の中小工事会社による出張工事により行われたことで、元形式の違いに加えて各会社ごとの工事内容の差異が生じ、更に台枠利用復旧車は日本車両で全く新規設計されたものとなり、グループ全体でその形態差異は複雑を極めるものとなった。
他車もステップ撤去、前照灯の屋根部への移設、自動扉化等の改造が行われた。中でも3両以上の長編成に対応するため、AMM自動ブレーキへの改造や片運転台化が進められ、路面電車的な色合いは徐々に薄められていくことになった。
2700系登場により木造デハ2000形が全て淘汰された一方、2010系登場以降は本グループを電装解除、運転台撤去のうえ2010系・2000系中間車として改造されるものが続出した。これらはスモールマルティー（○の中に小文字t。以後(t)と略す）と称され、1963年8月の京王線の架線電圧1500V昇圧後も数年にわたって使用された。
電動車として残ったものも運用終了直前までさまざまな改造が繰り返され、デハ2110形のように電装解除されて付随車となったもの、広幅貫通路が設置されたもの、前照灯が2灯化されたもの、通常使用しない運転台の撤去が行われたものなどが存在した。中には運転台撤去工事が行われた後、1年弱で廃車解体されたもの、後述の1500V昇圧改造で再び運転台が設置されたものなど、めまぐるしく変遷を遂げている。この間に編成両数は4両を経て最大5両編成となっていたとはいえ、5両編成であっても17m車4両編成とほぼ同じ長さに過ぎず、高度経済成長の真っ只中にあって、増え続ける輸送量に対し小型低出力車である本グループの非効率さは、日増しに高まる一方であった。
1963年の昇圧によって、前述の中間付随車化されたものと競馬場・多摩動物公園（現・動物園）両支線用220系として昇圧改造された4両を除き、全ての運用を終了した。残留したものも(t) となったものは1968年、支線用220系も1969年までに全て除籍された。
現在京王れーるランド内に、保存車デハ2410が本グループ中では唯一残存している。但し、1500V昇圧改造されデハ222となっていたものを簡易的に復元したものであるので、全室片運転台であるほか、主制御器（日立製間接自動加速MMC-H200）などもオリジナルとは異なっている。

## 形式
以下の10形式で総勢70両となった。詳細は各形式ごとの項目を参照。
- 玉南電鉄1形→東急・京王帝都デハ2000形(初代) - 10両 (2001 - 2010)
- 京王電軌110形→東急・京王帝都デハ2110形→京王帝都サハ2110形 -12両 (2111 - 2122)
- 京王電軌150形→東急・京王帝都デハ2150形 - 15両 (2151 - 2165)
- 京王電軌500形→東急・京王帝都デハ2500形 - 1両 (2500)
- 京王電軌125形→東急・京王帝都デハ2125形 - 6両 (2125 - 2130)
- 京王電軌200形→東急・京王帝都デハ2200形 - 6両 (2201 - 2206)
- 京王電軌300形→東急・京王帝都デハ2300形 - 6両 (2301 - 2306)
- 京王電軌501形→東急・京王帝都デハ2500形 - 4両 (2501 - 2504)
- 京王電軌400形→東急・京王帝都デハ2400形 - 10両 (2401 - 2410)

## 歴史
- 1944年 - 京王電気軌道の東京急行電鉄（大東急）への併合により、京王電軌所属車は2000番台の番号が割り当てられ、デハ"原形式番号+2000"形（1形はデハ2000形となる）の形式、原番号+2000の番号となる。
- 1948年 - 京王帝都電鉄が大東急より分離発足、この時、京王線に所属していた客車はこの中型車70両のみであった。
- 1953年 - 2700系のサハ2750形3両を2000形の更新名義で新製、2000形3両が廃車される。
- 1954年 - この年までに2000形全車と2119が廃車される（59両に減る）。
- 1962年 - この年までに28両が2000系・2010系付随車(t) 化、10両が2700系の付随車と2010系の新製大型付随車ラージマルティー（○の中に大文字T。以後(T)と略す）へ更新（実質は名義のみ流用の廃車）され、21両に減る。
- 1963年8月 - 京王線の架線電圧が1500Vに昇圧。2130,2401,2409,2410がデニ200形・デト210形とともに井の頭線車両の機器を流用して220系に昇圧改造。2402,2404,2405,2408が京福電気鉄道福井支社（現・えちぜん鉄道）と庄内交通へ、2125が越後交通へ譲渡。昇圧改造されなかった他車は全車廃車。
- 1968年 - この年までに新製もしくは2700系改造の(T) への代替により(t) が全車廃車。
- 1969年 - 京王線のATS導入に伴い220系4両が廃車。これにより中型車は京王線から姿を消した。